# Migalica
Migalica (znanstveno ime Briza) je rod trav, ki uspevajo v zmernem podnebju severne poloble
V rod je vključenih okoli 12 vrst, med katerimi so najpomembnejše:
- Briza maxima - velika migalica
- Briza media - navadna migalica
- Briza minor